# Huisridderorde van Sint-Hubertus

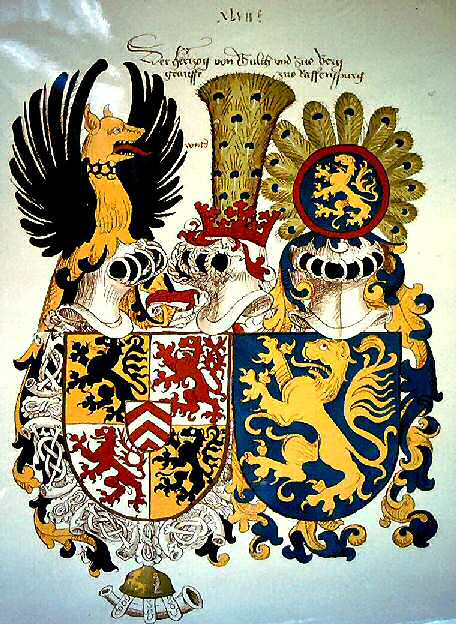
Een afbeelding van de Orde uit 1483.

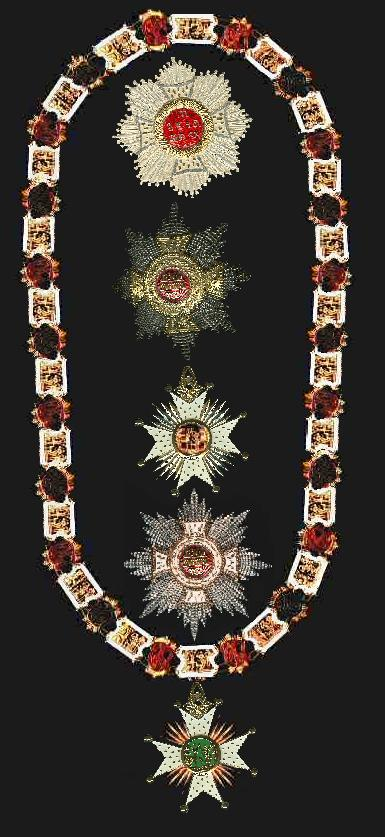
Van beneden naar boven: Keten met kleinood,
ster uit de 20e eeuw,
kleinood uit de 19e eeuw,
sterk gewelfde gouden ster van rond 1870,
een vroege metalen ster met nagebootste lussen om de geborduurde ster mee te bevestigen uit 1830.
Particuliere verzameling, Groningen

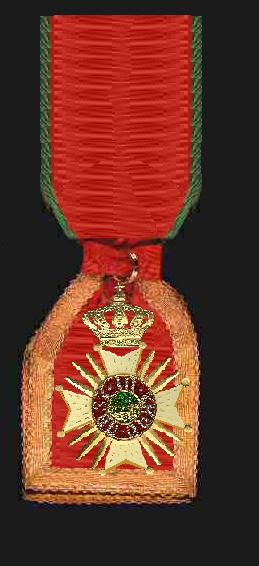
Het grootlint van de Orde eindigt in een brede met goud geborduurde lap waarop het ongewoon grote en zware kruis van de Orde rust. Particuliere verzameling, Groningen

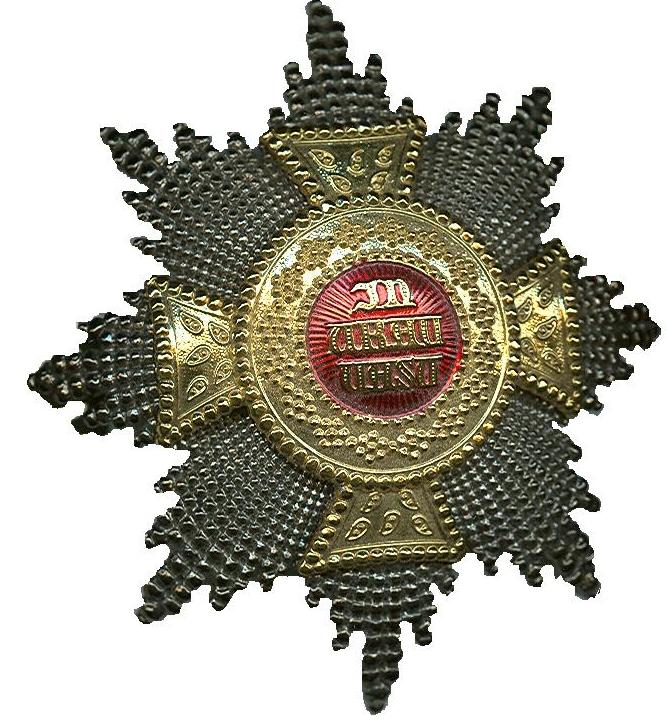
Ster van de Orde uit de 2e helft van de 19e eeuw. Particuliere verzameling, Groningen

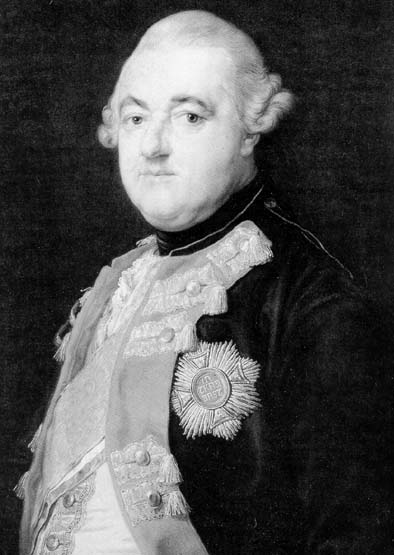
Keurvorst Karl Theodor met de ster van de Orde.

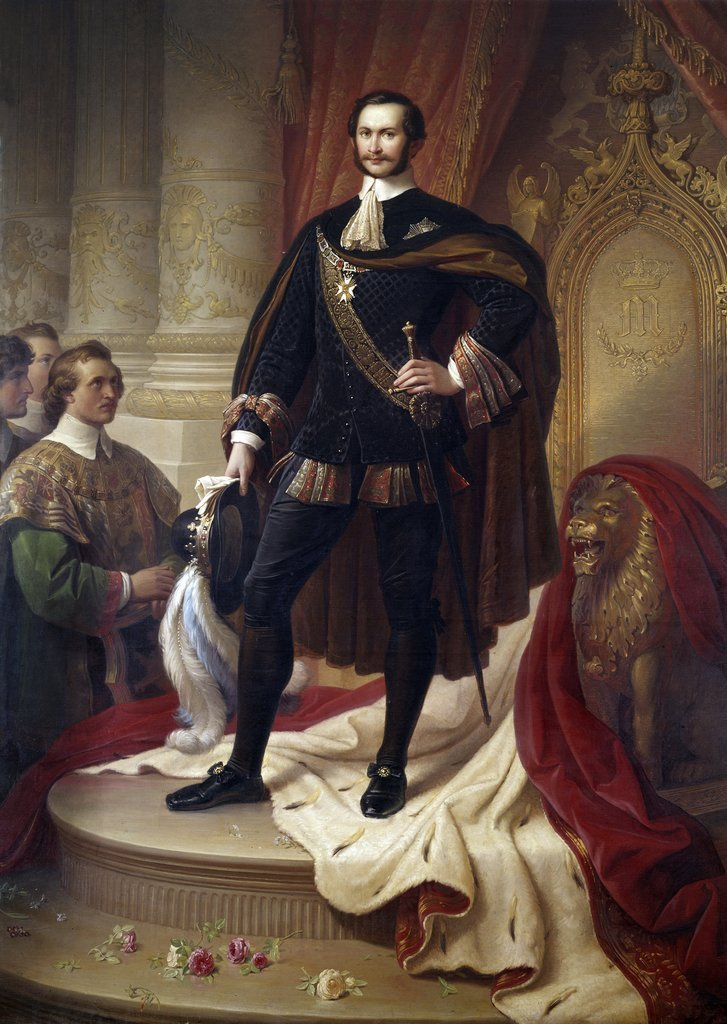
Koning Maximiliaan II van Beieren met keten en ordekleding

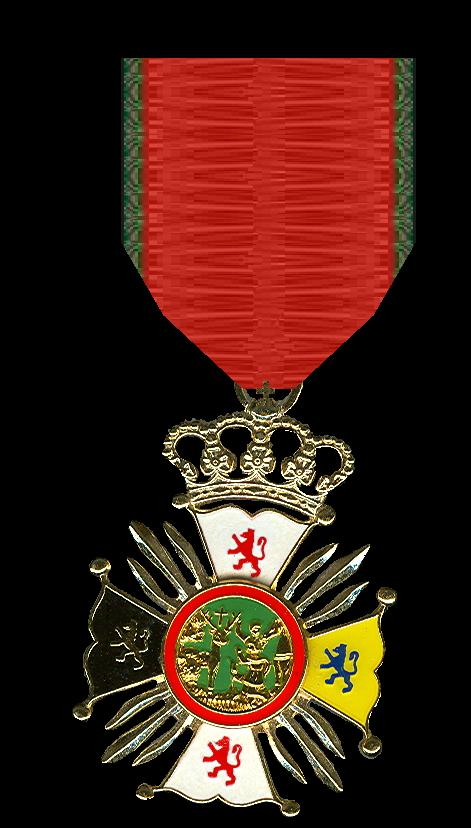
Het kruis van de functionarissen van de Orde draagt de vier leeuwen uit de wapens van Julich, Berg, de Palts en Beieren. Particuliere verzameling, Groningen

De Huisridderorde van Sint-Hubertus is een van de historische Orden van Beieren en is onder diverse namen bekend. "Sint Hubertus-Orde" en "Orde van de Heilige Hubert" komen ook voor. Een in Beieren gangbare naam is "Hausritterorden vom Heiligen Hubertus".
De Orde van Sint Hubertus werd door hertog Gerard van Gulik-Berg gesticht als aandenken aan een op de feestdag van de heilige Hubertus, 3 november 1444, bij Linnich gewonnen veldslag waarin de hertog van Gelre werd verslagen zodat hertog Gerard na 20 jaar strijd eindelijk in het bezit van zijn hertogdom Gulik kwam. In het oudste statuut, in 1476 vastgesteld door Gerards zoon en opvolger Willem heet de nieuwgestichte Orde "in der Eere Gots, Marien seyne lieve moeders ende des hilgen Marschalks St. Hubert" te zijn ingesteld. De Orde werd dus aan de Moeder Gods en de in het Rijnland geliefde Heilige gewijd. Het ceremonieel van de Orde is altijd katholiek gebleven maar de even vrome als tolerante Beierse koningen van de 19e eeuw verleenden de Orde ook aan protestanten.

## Geschiedenis van de Orde
De Orde werd een "jachtorde" en groots opgezette jachtpartijen en missen, soms tijdens een pauze in de jacht in de openlucht gecelebreerd, speelden in het leven van de Orde een belangrijke rol. De stichter was een fanatiek jager en door benoemingen in de Orde werden de edellieden van de pas in 1422 verenigde hertogdommen aan de persoon van de hertog verbonden.
De door de Hertog gehoopte invloed van de Orde als politiek instrument wordt ook het motto van de Orde, "IN TRAV VAST" (bestendig in trouw).
De edellieden van Gulik waren nu immers de vazallen van de uit Beieren stammende hertog maar een band tussen hen moest door de Orde, en de gezamenlijke jachtritten, nog worden gesmeed.
De Orde volgt hierin het voorbeeld van andere in de 15e eeuw gestichte orden zoals de Hongaarse Orde van de Draak en de Bourgondische Orde van het Gulden Vlies.

Net als de andere in de late middeleeuwen ontstane orden had ook deze Orde een rol in het "beschavingsoffensief" tegen de lagere adel. In het Duitsland van de 15e eeuw was geen plaats meer voor roofridders en de hoge adel maakte waar mogelijk een eind aan de onafhankelijkheid van de vele ridders die hun minieme leengoederen als kleine vorstjes regeerden. In het statuut wordt de ridders opgedragen dat zij "sullen die broeder under eyn broederlige truwe ind frundschaff halden" (Oud-Duits voor: "Zij zullen met hun mederidders in eeuwige broederschap vriendschap leven"). Een nobel streven in een tijd waarin gewelddadige onderlinge vetes en sluipmoorden nog aan de orde van de dag waren.
In de 1708 werd de Orde, die sinds 1609 door vererving in het bezit van een andere tak van het Huis Wittelsbach, Palts-Neuburg geheten, was gekomen, door keurvorst Johan Willem van de Palts vernieuwd.

Op de keerzijde van het kruis staat "in memoriam recuperatae dignitatis avitae" (Latijn: "Ter nagedachtenis aan de herkregen voorvaderlijke waardigheid"), een verwijzing naar het in 1708 opnieuw verleende recht om de eerste stem bij de keizerkeur, de "Erztruchsessenwürde", uit te brengen.
De Orde kreeg schitterende nieuwe ordetekenen en een groots ceremonieel dat geïnspireerd was door de plechtigheden van de grote koninklijke orden van absolutistische heersers in Versailles en Wenen.

Merkwaardig is dat wie de afbeelding van de bekeringsscene op de keten en de medaillons goed bekijkt zal zien dat de figuur van Sint Hubertus een keurhoed, teken van de waardigheid van een keurvorst, naast zich heeft liggen. Deze keurhoed ligt ook op de op de kromstaf van de prior van de Orde afgebeelde bekeringsscene naast de heidense ridder.
De Orde was voor de keurvorsten erg belangrijk; zij lieten de Orde op de in hun opdracht geslagen munten afbeelden en op portretten droegen zij de keten of ster van de Hubertusorde.
Karel Theodoor van de Palts (1742-1799) erfde in 1777 het veel grotere keurvorstendom Beieren van een verre, kinderloos gestorven, verwant uit het Huis Wittelsbach. Hij regeerde nu in München als keurvorst. Hoewel het keurvorstendom Beieren al een eigen Orde bezat, de door keurvorst Karel Albrecht ingestelde "Huisridderorde van de Heilige Georg", werd de veel oudere Hubertusorde nu de eerste Orde van Beieren. Ook in het koninkrijk Beieren bleef dat zo. Nieuw was de grote gouden Beierse koningskroon boven het kruis van de Orde, de keurvorsten en hertogen hadden geen koningskroon en deze werd in 1805 als verhoging aan het op de heup gedragen kruis toegevoegd.
De Orde werd ook door koning Lodewijk II van Beieren en zijn opvolgers steeds vóór andere Beierse orden gedragen en heeft, als huisorde, de val van de Beierse monarchie overleefd. Ook nu nog wordt de Orde door de chef van het Huis Wittelsbach, Franz Hertog van Beieren, verleend.

## De versierselen van de Orde door de eeuwen

### Middeleeuwen
Bij de oprichting was het ordeteken een op de jas geborduurde jachthoorn. Bij plechtigheden was er ook een zilveren keten. Deze decoratie werd vaak voor een posthoorn aangezien en daarom na enige tijd vervangen door een met zilverdraad geborduurde ster met het motto van de Orde "IN TRAV VAST" 

In het wapenboek van Conrad Grünenberg dat rond 1483 werd getekend is een wapen van een Hertog van Jülich en Berg met een keten van de Orde die uit in elkaar verstrengelde jachthoornen bestaat afgebeeld.

### Barok
In 1777 werd de orde van nieuwe versierselen voorzien. De keten bestaat sindsdien uit 42 schakels. 21 daarvan stellen het wonder van Sint Hubertus voor en de andere 21 zijn afwisselend rood en groen en dragen de in elkaar verstrengelde letters "ITV".
 Aan de keten hangt een kleinood. Dit kleinood is een wit kruis waarop een medaillon met de afbeelding van Sint Hubertus en het hert is afgebeeld.Op de armen van het kruis zijn kleine gouden vlammen aangebracht. Het kleinood wordt niet door een kroon gedekt.

Over de rechterschouder dragen de ridders een breed rood lint met groene biezen. Aan het uiteinde op de linkerheup is dit lint van een zware rand van gouddraad voorzien.De groene rand ontbreekt daar. Aan het lint draagt de ridder in deze Orde een zwaar gouden kruis met daarboven een gouden beugelkroon.

Het grote kruis van de Orde is een gekroond kruis van Malta met gouden vlammen op de armen en drie gouden stralen tussen de armen. Op het medaillon is wederom de legende van Sint Hubertus afgebeeld binnen een witte ring met het motto "IN TRAV VAST". Op de keerzijde is een gouden rijksappel op een rode achtergrond afgebeeld met daaromheen een witte schriftrol met de woorden "in memoriam recuperate dignitatis avitæ".
De ster van de Orde werd tot in de jaren 40 van de 19e eeuw geborduurd uit zilver en gouddraad en was, ook voor die tijd, opmerkelijk groot. Later kwamen kleinere sterren van verguld zilver en geëmailleerd zilver in gebruik.
De ordekleding, een eenvoudige zwarte mantel met daarover de keten, werd tot aan het einde van de Beierse monarchie bij plechtigheden en kerkdiensten gedragen. De feestdag van de Orde was niet de sterfdag van Sint Hubertus maar de naamdag van de aartsengel Michaël, de twaalfde oktober.
De heraut en de officieren, dat wil zeggen functionarissen, van de Orde dragen een klein ordekruis met een gewelfde rand aan een lint van de Orde op de linkerborst.De stralen in de armen van het kruis zijn iets zwieriger dan de stralen van de kapittelridders. Het medaillon is gelijk aan dat van de Ridder en stelt de bekering van de heilige Hubertus voor.
Volgens de statuten van 1800 konden een onbeperkt aantal vorstelijke personen en twaalf graven of baronnen met vier kwartieren in de Orde worden opgenomen. Deze laatsten waren kapittelridder, de vorsten werden Ridder. In 1808 werd vastgelegd dat de Orde van Sint Hubertus de voornaamste Orde van het Koninkrijk Beieren was.
In de 19e eeuw bezat de Orde twaalf commenden, grote landgoederen, in Beieren en de Palts en deze brachten genoeg inkomsten op om de oudste kapittelridder, stadhouder genoemd, een jaarlijks inkomen van 4000 gulden te garanderen. De andere ridders van het kapittel ontvingen 300 gulden.
De val van de Beierse monarchie in november 1918 heeft de Orde van Sint Hubertus niet geraakt. Als huisorde, de naam gaf dit al aan, was de Orde immers verbonden aan het hoofd van het Huis Wittelsbach zodat de Beierse republiek geen zeggenschap over de Orde had.

### Heden
Ook nu nog worden keten, lint en ster van de Orde door de ridders, meestal hoge edelen uit het zuiden van Duitsland, nog gedragen. De Orde houdt bijeenkomsten en godsdienstige plechtigheden.